# 伊塔皮拉廷斯
伊塔皮拉廷斯是巴西托坎廷斯州的一个市镇。总面积1243.954平方公里，总人口3421人，人口密度2.8人/平方公里。